# WTA 1000
WTA 1000 er en kategori af individuelle tennisturneringer for kvinder, der blev indført i forbindelse med omorganiseringen af WTA Tour, der trådte i kraft ved sæsonstarten i 2021, og turneringerne i denne kategori overgås kun af de fire grand slam-turneringer og sæsonafslutningen WTA Finals.
WTA betragter kategorien som en sammenlægning af underkategorierne WTA Premier Mandatory og WTA Premier 5, der eksisterede i perioden 2009-2020 som underkategorier til WTA Premier, og som inden da svarede til kategorien WTA Tier I i årene 1990-2008.
I perioden 1990-2007 varierede antallet af turneringer i kategorien WTA Tier I. De første tre år var der seks turneringer, og de følgende fire år indeholdt kategorien otte turneringer. Fra 1997 til 2003 omfattede Tier I ni turneringer, man man i årene 2004-07 arbejdede med ti turneringer i kategorien. Siden 2009 har kategorien bestået af ni turneringer.
I single er Serena Williams indehaver af rekorden for flest vundne WTA Tier I-, WTA Premier Mandatory-, WTA Premier 5- og WTA 1000-turneringer med 23 titler. I damedouble sidder Martina Hingis på rekorden med 26 titler på dette niveau.

## Turneringer
Turneringskategorien WTA 1000 består pr. 2025 af følgende ti turneringer, angivet i kronologisk rækkefølge i henhold til deres terminer på tennissæsonen pr. 2025.
| WTA 1000-turneringer i 2025 | WTA 1000-turneringer i 2025               | WTA 1000-turneringer i 2025                   | WTA 1000-turneringer i 2025               | WTA 1000-turneringer i 2025 | WTA 1000-turneringer i 2025 | WTA 1000-turneringer i 2025 | WTA 1000-turneringer i 2025 | WTA 1000-turneringer i 2025 | WTA 1000-turneringer i 2025 | WTA 1000-turneringer i 2025 |
| Turnering | Sponsoreret navn                          | By                                            | Arena                                     | Underlag                    | Tilsk.pladser               | Grundlagt                   | Deltagere                   | Termin                      |                             |                             |
| --- | ----------------------------------------- | --------------------------------------------- | ----------------------------------------- | --------------------------- | --------------------------- | --------------------------- | --------------------------- | --------------------------- | --------------------------- | --------------------------- |
| Qatar Open * | Qatar Total Open                          | Doha                                          | Khalifa International                     | Hardcourt                   | 7.000                       | 2001                        | 56                          | Medio februar               |                             |                             |
| Dubai Tennis Championships * | Dubai Duty Free Tennis Championships      | Dubai                                         | Aviation Club Tennis Centre               | Hardcourt                   | 5.000                       | 1993                        | 56                          | Ultimo februar              |                             |                             |
| Indian Wells Masters | BNP Paribas Open                          | Indian Wells                                  | Indian Wells Tennis Garden                | Hardcourt                   | 16.100                      | 1987                        | 96                          | Medio marts                 |                             |                             |
| Miami Open | Miami Open presented by Itaú              | Miami Gardens                                 | Hard Rock Stadium                         | Hardcourt                   | 14.000                      | 1985                        | 96                          | Ultimo marts                |                             |                             |
| Madrid Open | Mutua Madrid Open                         | Madrid                                        | Caja Mágica                               | Grus                        | 12.442                      | 2002                        | 96                          | Primo maj                   |                             |                             |
| Internazionali d'Italia | Internazionali BNL d'Italia               | Rom                                           | Foro Italico                              | Grus                        | 10.400                      | 1930                        | 96                          | Medio maj                   |                             |                             |
| Canada Masters** | National Bank Open Omnium Banque National | Toronto (lige årstal) Montréal (ulige årstal) | Sobeys Stadium Stade IGA                  | Hardcourt                   | 12.500 11.815               | 1881                        | 96                          | Primo august                |                             |                             |
| Cincinnati Open | Cincinnati Open                           | Cincinnati                                    | Lindner Family Tennis Center              | Hardcourt                   | 11.435                      | 1899                        | 96                          | Medio august                |                             |                             |
| China Open | China Open                                | Beijing                                       | National Tennis Center                    | Hardcourt                   | 15.000                      | 2004                        | 96                          | September-oktober           |                             |                             |
| Wuhan Open | Dongfeng Voyah Wuhan Open                 | Wuhan                                         | Optics Valley International Tennis Center | Hardcourt                   | 15.000                      | 2014                        | 56                          | Medio oktober               |                             |                             |
| * Indtil 2023 blev Qatar Open og Dubai Tennis Championships begge afviklet begge hvert år men skiftedes hvert andet år til at have WTA 1000-status. ** Turneringens kvinderækker afvikles skiftevis i Toronto og Montréal. |                                           |                                               |                                           |                             |                             |                             |                             |                             |                             |                             |
| Indian Wells Miami Madrid Beijing Dubai Doha Rom Montreal Toronto Cincinnati Wuhan |                                           |                                               |                                           |                             |                             |                             |                             |                             |                             |                             |

## Retningslinjer
WTA Tour's regelbog udstikker visse retningslinjer for turneringer i kategorien WTA 1000.

### Obligatorisk deltagelse
Til og med 2023 var de ni turneringer inddelt i to underkategorier:
- Fire obligatoriske turneringer: BNP Paribas Open, Miami Open, Madrid Open og China Open.
- Fem ikke-obligatoriske turneringer: Dubai Tennis Championships/Qatar Ladies Open, Internazionali d'Italia, Canada Masters, Cincinnati Open og Guadalajara Open.

Spillerne skulle deltage i alle fire obligatoriske turneringer, hvis de som følge af deres placering på WTA's verdensrangliste var direkte kvalificeret til hovedturneringen i de pågældende turneringer, og spillerne må højst misse én af sæsonens fem ikke-obligatoriske turneringer, hvor de var direkte kvalificeret til hovedturneringen. En spiller måtte endvidere ikke springe deltagelse i den samme ikke-obligatoriske turnering over i to sæsoner i træk.
Siden udvidelsen af antallet af WTA 1000-turneringer til ti i 2024 har deltagelse i alle ti turneringer været obligatorisk for de spillere, der på grundlag af deres ranglisteplacering er direkte kvalificeret til hovedturneringen eller kvalifikationen. Og hvis en spiller melder afbud til en af disse turneringer, vil denne turnering tælle med som en af de 16 tællende turneringer i spillerens rangering med et bidrag på 0 point. Denne straf gælder dog ikke for spillere under 18 år, bortset fra ved BNP Paribas Open, Miami Open, Madrid Open og China Open, hvor aldersgrænsen for denne straf er 17 år.

### Præmiesummer
I 2024 er minimumspræmiesummen i en WTA 1000-turnering $ 3.278.000.

### Ranglistepoint
Spillerne opnår point til WTA's verdensrangliste ved deltagelse i WTA 1000-turneringer. Antallet af vundne point afhænger af antallet af deltagere i hovedturneringen.
| Resultat                          | Point    | Point    | Point  |
| Resultat                          | Single   | Single   | Double |
| Resultat                          | 96 delt. | 56 delt. | 32 par |
| --------------------------------- | -------- | -------- | ------ |
| Vinder af turneringen             | 1.000    | 1.000    | 1.000  |
| Nederlag i finalen                | 650      | 650      | 650    |
| Nederlag i semfinalen             | 390      | 390      | 390    |
| Nederlag i kvartfinalen           | 215      | 215      | 215    |
| Nederlag i 1/8-finalen            | 120      | 120      | 120    |
| Nederlag i 1/16-finalen           | 65       | 65       | 10     |
| Nederlag i 1/32-finalen           | 35       | 10       | -      |
| Nederlag i 1/64-finalen           | 10       | -        | -      |
| Kvalificeret til hovedturneringen | 30       | 30       | -      |
| Nederlag i 2. kval.runde          | 20       | 20       | -      |
| Nederlag i 1. kval.runde          | 2        | 2        | -      |

## Single-vindere

### WTA Tier I (1990-2008)
| Vindere af WTA Tier I-turneringer | Vindere af WTA Tier I-turneringer | Vindere af WTA Tier I-turneringer | Vindere af WTA Tier I-turneringer | Vindere af WTA Tier I-turneringer | Vindere af WTA Tier I-turneringer | Vindere af WTA Tier I-turneringer | Vindere af WTA Tier I-turneringer | Vindere af WTA Tier I-turneringer | Vindere af WTA Tier I-turneringer | Vindere af WTA Tier I-turneringer |
| Sæson                             | Chicago                           | Miami                             | Hilton Head                       | Rom                               | Berlin                            | Canada                            |                                   |                                   |                                   |                                   |
| --------------------------------- | --------------------------------- | --------------------------------- | --------------------------------- | --------------------------------- | --------------------------------- | --------------------------------- | --------------------------------- | --------------------------------- | --------------------------------- | --------------------------------- |
| 1990                              | Navratilova (1/3)                 | Seles (1/9)                       | Navratilova (2/3)                 | Seles (2/9)                       | Seles (3/9)                       | Graf (1/15)                       |                                   |                                   |                                   |                                   |
| Sæson                             | Boca Raton                        | Miami                             | Hilton Head                       | Rom                               | Berlin                            | Canada                            |                                   |                                   |                                   |                                   |
| 1991                              | Sabatini (1/5)                    | Seles (4/9)                       | Sabatini (2/5)                    | Sabatini (3/5)                    | Graf (2/15)                       | Capriati (1/2)                    |                                   |                                   |                                   |                                   |
| 1992                              | Graf (3/15)                       | Sánchez Vic. (1/6)                | Sabatini (4/5)                    | Sabatini (5/5)                    | Graf (4/15)                       | Sánchez Vic. (2/6)                |                                   |                                   |                                   |                                   |
| Sæson                             | Tokyo                             | Miami                             | Hilton Head                       | Rom                               | Berlin                            | Canada                            | Zürich                            | Philadelphia                      |                                   |                                   |
| 1993                              | Navratilova (3/3)                 | Sánchez Vic. (3/6)                | Graf (5/15)                       | Martínez (1/9)                    | Graf (6/15)                       | Graf (7/15)                       | Maleeva-Fr. (1/1)                 | Martínez (2/9)                    |                                   |                                   |
| 1994                              | Graf (8/15)                       | Graf (9/15)                       | Martínez (3/9)                    | Martínez (4/9)                    | Graf (10/15)                      | Sánchez Vic. (4/6)                | Mag. Maleeva (1/2)                | Huber (1/1)                       |                                   |                                   |
| 1995                              | Date (1/1)                        | Graf (11/15)                      | Martínez (5/9)                    | Martínez (6/9)                    | Sánchez Vic. (5/6)                | Seles (5/9)                       | Majoli (1/3)                      | Graf (12/15)                      |                                   |                                   |
| Sæson                             | Tokyo                             | Indian Wells                      | Miami                             | Hilton Head                       | Rom                               | Berlin                            | Canada                            | Zürich                            |                                   |                                   |
| 1996                              | Majoli (2/3)                      | Graf (13/15)                      | Graf (14/15)                      | Sánchez Vic. (6/6)                | Martínez (7/9)                    | Graf (15/15)                      | Seles (6/9)                       | Novatná (1/2)                     |                                   |                                   |
| Sæson                             | Tokyo                             | Indian Wells                      | Miami                             | Hilton Head                       | Rom                               | Berlin                            | Canada                            | Zürich                            | Moskva                            |                                   |
| 1997                              | Hingis (1/17)                     | Davenport (1/11)                  | Hingis (2/17)                     | Hingis (3/17)                     | Pierce (1/5)                      | Fernandez (1/1)                   | Seles (7/9)                       | Davenport (2/11)                  | Novatná (2/2)                     |                                   |
| 1998                              | Davenport (3/11)                  | Hingis (4/17)                     | V. Williams (1/9)                 | Coetzer (1/1)                     | Hingis (5/17)                     | Martínez (8/9)                    | Seles (8/9)                       | Davenport (4/11)                  | Pierce (2/5)                      |                                   |
| 1999                              | Hingis (6/17)                     | S. Williams (1/23)                | V. Williams (2/9)                 | Hingis (7/17)                     | V. Williams (3/9)                 | Hingis (8/17)                     | Hingis (9/17)                     | V. Williams (4/9)                 | Tauziat (1/1)                     |                                   |
| Sæson                             | Tokyo                             | Indian Wells                      | Miami                             | Hilton Head                       | Berlin                            | Rom                               | Canada                            | Zürich                            | Moskva                            |                                   |
| 2000                              | Hingis (10/17)                    | Davenport (5/11)                  | Hingis (11/17)                    | Pierce (3/5)                      | Martínez (9/9)                    | Seles (9/9)                       | Hingis (12/17)                    | Hingis (13/17)                    | Hingis (14/17)                    |                                   |
| Sæson                             | Tokyo                             | Indian Wells                      | Miami                             | Charleston                        | Berlin                            | Rom                               | Canada                            | Moskva                            | Zürich                            |                                   |
| 2001                              | Davenport (6/11)                  | S. Williams (2/23)                | V. Williams (5/9)                 | Capriati (2/2)                    | Mauresmo (1/6)                    | Dokić (1/2)                       | S. Williams (3/23)                | Dokić (2/2)                       | Davenport (7/11)                  |                                   |
| 2002                              | Hingis (15/17)                    | Hantuchová (1/2)                  | S. Williams (4/23)                | Majoli (3/3)                      | Henin (1/10)                      | S. Williams (5/23)                | Mauresmo (2/6)                    | Mag. Maleeva (2/2)                | Schnyder (1/1)                    |                                   |
| 2003                              | Davenport (8/11)                  | Clijsters (1/7)                   | S. Williams (6/23)                | Henin-Hard. (2/10)                | Henin-Hard. (3/10)                | Clijsters (2/7)                   | Henin-Hard. (4/10)                | Myskina (1/2)                     | Henin-Hard. (5/10)                |                                   |
| Sæson                             | Tokyo                             | Indian Wells                      | Miami                             | Charleston                        | Berlin                            | Rom                               | San Diego                         | Canada                            | Moskva                            | Zürich                            |
| 2004                              | Davenport (9/11)                  | Henin-Hard. (6/10)                | S. Williams (7/23)                | V. Williams (6/9)                 | Mauresmo (3/6)                    | Mauresmo (4/6)                    | Davenport (10/11)                 | Mauresmo (5/6)                    | Myskina (2/2)                     | Molik (1/1)                       |
| 2005                              | Sjarapova (1/14)                  | Clijsters (3/7)                   | Clijsters (4/7)                   | Henin-Hard. (7/10)                | Henin-Hard. (8/10)                | Mauresmo (6/6)                    | Pierce (4/5)                      | Clijsters (5/7)                   | Pierce (5/5)                      | Davenport (11/11)                 |
| 2006                              | Dementjeva (1/3)                  | Sjarapova (2/14)                  | Kuznetsova (1/2)                  | Petrova (1/3)                     | Petrova (2/3)                     | Hingis (16/17)                    | Sjarapova (3/14)                  | Ivanovic (1/3)                    | Tjakvetadze (1/1)                 | Sjarapova (4/14)                  |
| 2007                              | Hingis (17/17)                    | Hantuchová (2/2)                  | S. Williams (8/23)                | Janković (1/6)                    | Ivanovic (2/3)                    | Janković (2/6)                    | Sjarapova (5/14)                  | Henin (9/10)                      | Dementjeva (2/3)                  | Henin (10/10)                     |
| Sæson                             | Doha                              | Indian Wells                      | Miami                             | Charleston                        | Berlin                            | Rom                               | Canada                            | Tokyo                             | Moskva                            |                                   |
| 2008                              | Sjarapova (6/14)                  | Ivanovic (3/3)                    | S. Williams (9/23)                | S. Williams (10/23)               | Safina (1/5)                      | Janković (3/6)                    | Safina (2/5)                      | Safina (3/5)                      | Janković (4/6)                    |                                   |

### WTA Premier Mandatory / Premier 5 (2009-2020)
| Vindere af WTA Premier Mandatory- og Premier 5-turneringer | Vindere af WTA Premier Mandatory- og Premier 5-turneringer | Vindere af WTA Premier Mandatory- og Premier 5-turneringer | Vindere af WTA Premier Mandatory- og Premier 5-turneringer | Vindere af WTA Premier Mandatory- og Premier 5-turneringer | Vindere af WTA Premier Mandatory- og Premier 5-turneringer | Vindere af WTA Premier Mandatory- og Premier 5-turneringer | Vindere af WTA Premier Mandatory- og Premier 5-turneringer | Vindere af WTA Premier Mandatory- og Premier 5-turneringer | Vindere af WTA Premier Mandatory- og Premier 5-turneringer |
| Sæson                                                      | Dubai                                                      | Indian Wells                                               | Miami                                                      | Rom                                                        | Madrid                                                     | Canada                                                     | Cincinnati                                                 | Tokyo                                                      | Beijing                                                    |
| ---------------------------------------------------------- | ---------------------------------------------------------- | ---------------------------------------------------------- | ---------------------------------------------------------- | ---------------------------------------------------------- | ---------------------------------------------------------- | ---------------------------------------------------------- | ---------------------------------------------------------- | ---------------------------------------------------------- | ---------------------------------------------------------- |
| 2009                                                       | V. Williams (7/9)                                          | Zvonarjova (1/1)                                           | Azarenka (1/10)                                            | Safina (4/5)                                               | Safina (5/5)                                               | Janković (5/6)                                             | Dementjeva (3/3)                                           | Sjarapova (7/14)                                           | Kuznetsova (2/2)                                           |
| 2010                                                       | V. Williams (8/9)                                          | Janković (6/6)                                             | Clijsters (6/7)                                            | Martínez Sánch. (1/1)                                      | Rezaï (1/1)                                                | Clijsters (7/7)                                            | Wozniacki (1/6)                                            | Wozniacki (2/6)                                            | Wozniacki (3/6)                                            |
| Sæson                                                      | Dubai                                                      | Indian Wells                                               | Miami                                                      | Madrid                                                     | Rom                                                        | Canada                                                     | Cincinnati                                                 | Tokyo                                                      | Beijing                                                    |
| 2011                                                       | Wozniacki (4/6)                                            | Wozniacki (5/6)                                            | Azarenka (2/10)                                            | Kvitová (1/9)                                              | Sjarapova (8/14)                                           | S. Williams (11/23)                                        | Sjarapova (9/14)                                           | Radwańska (1/5)                                            | Radwańska (2/5)                                            |
| Sæson                                                      | Doha                                                       | Indian Wells                                               | Miami                                                      | Madrid                                                     | Rom                                                        | Canada                                                     | Cincinnati                                                 | Tokyo                                                      | Beijing                                                    |
| 2012                                                       | Azarenka (3/10)                                            | Azarenka (4/10)                                            | Radwańska (3/5)                                            | S. Williams (12/23)                                        | Sjarapova (10/14)                                          | Kvitová (2/9)                                              | Li (1/1)                                                   | Petrova (3/3)                                              | Azarenka (5/10)                                            |
| 2013                                                       | Azarenka (6/10)                                            | Sjarapova (11/14)                                          | S. Williams (13/23)                                        | S. Williams (14/23)                                        | S. Williams (15/23)                                        | S. Williams (16/23)                                        | Azarenka (7/10)                                            | Kvitová (3/9)                                              | S. Williams (17/23)                                        |
| Sæson                                                      | Doha / Dubai                                               | Indian Wells                                               | Miami                                                      | Madrid                                                     | Rom                                                        | Canada                                                     | Cincinnati                                                 | Wuhan                                                      | Beijing                                                    |
| 2014                                                       | Halep (1/9)                                                | Pennetta (1/1)                                             | S. Williams (18/23)                                        | Sjarapova (12/14)                                          | S. Williams (19/23)                                        | Radwańska (4/5)                                            | S. Williams (20/23)                                        | Kvitová (4/9)                                              | Sjarapova (13/14)                                          |
| 2015                                                       | Halep (2/9)                                                | Halep (3/9)                                                | S. Williams (21/23)                                        | Kvitová (5/9)                                              | Sjarapova (14/14)                                          | Bencic (1/2)                                               | S. Williams (22/23)                                        | V. Williams (9/9)                                          | Muguruza (1/3)                                             |
| 2016                                                       | Suárez Navarro (1/1)                                       | Azarenka (8/10)                                            | Azarenka (9/10)                                            | Halep (4/9)                                                | S. Williams (23/23)                                        | Halep (5/9)                                                | Plíšková (1/2)                                             | Kvitová (6/9)                                              | Radwańska (5/5)                                            |
| 2017                                                       | Svitolina (1/4)                                            | Vesnina (1/1)                                              | Konta (1/1)                                                | Halep (6/9)                                                | Svitolina (2/4)                                            | Svitolina (3/4)                                            | Muguruza (2/3)                                             | Garcia (1/3)                                               | Garcia (2/3)                                               |
| 2018                                                       | Kvitová (7/9)                                              | Osaka (1/2)                                                | Stephens (1/1)                                             | Kvitová (8/9)                                              | Svitolina (4/4)                                            | Halep (7/9)                                                | Bertens (1/2)                                              | Sabalenka (1/9)                                            | Wozniacki (6/6)                                            |
| 2019                                                       | Bencic (2/2)                                               | Andreescu (1/2)                                            | Barty (1/3)                                                | Bertens (2/2)                                              | Plíšková (2/2)                                             | Andreescu (2/2)                                            | Keys (1/1)                                                 | Sabalenka (2/9)                                            | Osaka (2/2)                                                |
| Sæson                                                      | Doha / Dubai                                               | Indian Wells                                               | Miami                                                      | Madrid                                                     | Canada                                                     | Cincinnati                                                 | Rom                                                        | Wuhan                                                      | Beijing                                                    |
| 2020                                                       | Sabalenka (3/9)                                            | Aflyst pga. COVID-19-pandemien                             | Aflyst pga. COVID-19-pandemien                             | Aflyst pga. COVID-19-pandemien                             | Aflyst pga. COVID-19-pandemien                             | Azarenka (10/10)                                           | Halep (8/9)                                                | Aflyst pga. COVID-19-pandemien                             | Aflyst pga. COVID-19-pandemien                             |

### WTA 1000 (fra 2021)
| Vindere af WTA 1000-turneringer | Vindere af WTA 1000-turneringer | Vindere af WTA 1000-turneringer | Vindere af WTA 1000-turneringer | Vindere af WTA 1000-turneringer | Vindere af WTA 1000-turneringer | Vindere af WTA 1000-turneringer | Vindere af WTA 1000-turneringer | Vindere af WTA 1000-turneringer | Vindere af WTA 1000-turneringer | Vindere af WTA 1000-turneringer |
| Sæson                           |                                 | Dubai                           | Miami                           | Madrid                          | Rom                             | Canada                          | Cincinnati                      | Wuhan                           | Beijing                         | Indian Wells                    |
| ------------------------------- | ------------------------------- | ------------------------------- | ------------------------------- | ------------------------------- | ------------------------------- | ------------------------------- | ------------------------------- | ------------------------------- | ------------------------------- | ------------------------------- |
| 2021                            |                                 | Muguruza (3/3)                  | Barty (2/3)                     | Sabalenka (4/9)                 | Świątek (1/11)                  | Giorgi (1/1)                    | Barty (3/3)                     | Aflyst pga. COVID-19-pandemien  | Aflyst pga. COVID-19-pandemien  | Badosa (1/1)                    |
| Sæson                           | Doha                            |                                 | Indian Wells                    | Miami                           | Madrid                          | Rom                             | Canada                          | Cincinnati                      | Guadalajara                     |                                 |
| 2022                            | Świątek (2/11)                  |                                 | Świątek (3/11)                  | Świątek (4/11)                  | Jabeur (1/1)                    | Świątek (5/11)                  | Halep (9/9)                     | Garcia (3/3)                    | Pegula (1/3)                    |                                 |
| Sæson                           |                                 | Dubai                           | Indian Wells                    | Miami                           | Madrid                          | Rom                             | Canada                          | Cincinnati                      | Guadalajara                     | Beijing                         |
| 2023                            |                                 | Krejčíková (1/1)                | Rybakina (1/2)                  | Kvitová (9/9)                   | Sabalenka (5/9)                 | Rybakina (2/2)                  | Pegula (2/3)                    | Gauff (1/2)                     | Sakkari (1/1)                   | Świątek (6/11)                  |
| Sæson                           | Doha                            | Dubai                           | Indian Wells                    | Miami                           | Madrid                          | Rom                             | Canada                          | Cincinnati                      | Beijing                         | Wuhan                           |
| 2024                            | Świątek (7/11)                  | Paolini (1/1)                   | Świątek (8/11)                  | Collins (1/1)                   | Świątek (9/11)                  | Świątek (10/11)                 | Pegula (3/3)                    | Sabalenka (6/9)                 | Gauff (2/2)                     | Sabalenka (7/9)                 |
| 2025                            | Anisimova (1/1)                 | Andrejeva (1/2)                 | Andrejeva (2/2)                 | Sabalenka (8/9)                 | Sabalenka (9/9)                 | Paolini (1/1)                   | Mboko (1/1)                     | Świątek (11/11)                 |                                 |                                 |

### Flest titler
Følgende spillere har gennem tiden vundet mindst fem singleturneringer på WTA Tour i kategorierne WTA Tier I, WTA Premier Mandatory, WTA Premier 5 eller WTA 1000. Aktive spillere er markeret med fed skrift.
| Vindere af flest titler | Vindere af flest titler | Vindere af flest titler | Vindere af flest titler | Vindere af flest titler | Vindere af flest titler                                                                                            | Vindere af flest titler |
| Spiller                 | Antal titler            | Antal titler            | Antal titler            | Antal titler            | Vundne turneringer                                                                                                 |                         |
| Spiller                 | Total                   | Tier I                  | Premier M/5             | WTA 1000                | Vundne turneringer                                                                                                 |                         |
| ----------------------- | ----------------------- | ----------------------- | ----------------------- | ----------------------- | --- | ----------------------- |
| Serena Williams         | 23                      | 10                      | 13                      | -                       | Miami (8), Rom (4), Canada (3), Indian Wells (2), Madrid (2), Cincinnati (2), Charleston (1), Beijing (1)          |                         |
| Martina Hingis          | 17                      | 17                      | -                       | -                       | Tokyo (5), Miami (2), Hilton Head (2), Rom (2), Canada (2), Indian Wells (1), Berlin (1), Zürich (1), Moskva (1)   |                         |
| Steffi Graf             | 15                      | 15                      | -                       | -                       | Berlin (5), Miami (3), Canada (2), Boca Raton (1), Tokyo (1), Indian Wells (1), Hilton Head (1), Philadelphia (1)  |                         |
| Marija Sjarapova        | 14                      | 6                       | 8                       | -                       | Rom (3), Tokyo (2), Indian Wells (2), San Diego (2), Doha (1), Madrid (1), Cincinnati (1), Beijing (1), Zürich (1) |                         |
| Lindsay Davenport       | 11                      | 11                      | -                       | -                       | Tokyo (4), Zürich (4), Indian Wells (2), San Diego (1)                                                             |                         |
| Iga Świątek             | 11                      | -                       | -                       | 11                      | Rom (3), Indian Wells (2), Doha (2), Miami (1), Madrid (1), Cincinnati (1), Beijing (1)                            |                         |
| Justine Henin           | 10                      | 10                      | -                       | -                       | Berlin (3), Charleston (2), Canada (2), Zürich (2), Indian Wells (1)                                               |                         |
| Viktorija Azarenka      | 10                      | -                       | 10                      | -                       | Miami (3), Doha (2), Indian Wells (2), Cincinnati (2), Beijing (1)                                                 |                         |
| Conchita Martínez       | 9                       | 9                       | -                       | -                       | Rom (4), Hilton Head (2), Berlin (2), Philadelphia (1)                                                             |                         |
| Monica Seles            | 9                       | 9                       | -                       | -                       | Canada (4), Miami (2), Rom (2), Berlin (1)                                                                         |                         |
| Venus Williams          | 9                       | 6                       | 3                       | -                       | Miami (3), Dubai (2), Charleston (1), Rom (1), Wuhan (1), Zürich (1)                                               |                         |
| Simona Halep            | 9                       | -                       | 8                       | 1                       | Canada (3), Madrid (2), Doha (1), Dubai (1), Indian Wells (1), Rom (1)                                             |                         |
| Petra Kvitová           | 9                       | -                       | 8                       | 1                       | Madrid (3), Wuhan (2), Doha (1), Miami (1), Canada (1), Tokyo (1)                                                  |                         |
| Aryna Sabalenka         | 9                       | -                       | 3                       | 6                       | Madrid (3), Wuhan (3), Doha (1), Miami (1), Cincinnati (1)                                                         |                         |
| Kim Clijsters           | 7                       | 5                       | 2                       | -                       | Indian Wells (2), Miami (2), Canada (2), Rom (1)                                                                   |                         |
| Arantxa Sánchez Vicario | 6                       | 6                       | -                       | -                       | Miami (2), Canada (2), Hilton Head (1), Berlin (1)                                                                 |                         |
| Amélie Mauresmo         | 6                       | 6                       | -                       | -                       | Berlin (2), Rom (2), Canada (2)                                                                                    |                         |
| Jelena Janković         | 6                       | 4                       | 2                       | -                       | Rom (2), Indian Wells (1), Charleston (1), Canada (1), Moskva (1)                                                  |                         |
| Caroline Wozniacki      | 6                       | -                       | 6                       | -                       | Beijing (2), Dubai (1), Indian Wells (1), Cincinnati (1), Tokyo (1)                                                |                         |
| Gabriela Sabatini       | 5                       | 5                       | -                       | -                       | Hilton Head (2), Rom (2), Boca Raton (1)                                                                           |                         |
| Mary Pierce             | 5                       | 5                       | -                       | -                       | Moskva (2), Hilton Head (1), Rom (1), San Diego (1)                                                                |                         |
| Dinara Safina           | 5                       | 3                       | 2                       | -                       | Berlin (1), Rom (1), Madrid (1), Canada (1), Tokyo (1)                                                             |                         |
| Agnieszka Radwańska     | 5                       | -                       | 5                       | -                       | Beijing (2), Miami (1), Canada (1), Tokyo (1)                                                                      |                         |

## Double-vindere

### WTA Tier I (1990-2008)
| Vindere af WTA Tier I-turneringer | Vindere af WTA Tier I-turneringer  | Vindere af WTA Tier I-turneringer | Vindere af WTA Tier I-turneringer    | Vindere af WTA Tier I-turneringer  | Vindere af WTA Tier I-turneringer  | Vindere af WTA Tier I-turneringer  | Vindere af WTA Tier I-turneringer     | Vindere af WTA Tier I-turneringer   | Vindere af WTA Tier I-turneringer   | Vindere af WTA Tier I-turneringer |
| Sæson                             | Chicago                            | Miami                             | Hilton Head                          | Rom                                | Berlin                             | Canada                             |                                       |                                     |                                     |                                   |
| --------------------------------- | ---------------------------------- | --------------------------------- | ------------------------------------ | ---------------------------------- | ---------------------------------- | ---------------------------------- | ------------------------------------- | ----------------------------------- | ----------------------------------- | --------------------------------- |
| 1990                              | Navratilova (1/9) Smith (1/1)      | Novotná (1/14) Suková (1/5)       | Navratilova (2/9) Sánchez Vi. (1/16) | Kelesi (1/1) Seles (1/3)           | Provis (1/1) Reinach (1/1)         | Nagelsen (1/1) Sabatini (1/2)      |                                       |                                     |                                     |                                   |
| Sæson                             | Boca Raton                         | Miami                             | Hilton Head                          | Rom                                | Berlin                             | Canada                             |                                       |                                     |                                     |                                   |
| 1991                              | Savtjenko (1/10) Zvereva (1/23)    | M. Fernández (1/2) Garrison (1/2) | Kohde-Kilsch (1/1) Zvereva (2/23)    | Capriati (1/1) Seles (2/3)         | Neiland (2/10) Zvereva (3/23)      | Neiland (3/10) Zvereva (4/23)      |                                       |                                     |                                     |                                   |
| 1992                              | Neiland (4/10) Zvereva (5/23)      | Sánchez Vi. (2/16) Neiland (5/10) | Sánchez Vi. (3/16) Zvereva (6/23)    | Seles (3/3) Suková (2/5)           | Novotná (2/14) Neiland (6/10)      | McNeil (1/3) Stubbs (1/19)         |                                       |                                     |                                     |                                   |
| Sæson                             | Tokyo                              | Miami                             | Hilton Head                          | Rom                                | Berlin                             | Canada                             | Zürich                                | Philadelphia                        |                                     |                                   |
| 1993                              | Navratilova (3/9) Suková (3/5)     | Neiland (7/10) Novotná (3/14)     | G. Fernández (1/9) Zvereva (7/23)    | Novotná (4/14) Sánchez Vi. (4/16)  | G. Fernández (2/9) Zvereva (8/23)  | Neiland (8/10) Novotná (5/14)      | Garrison-Jac. (2/2) Navratilova (4/9) | Adams (1/1) Bollegraf (1/5)         |                                     |                                   |
| 1994                              | Shriver (1/1) Smylie (1/1)         | G. Fernández (3/9) Zvereva (9/23) | McNeil (2/3) Sánchez Vi. (5/16)      | G. Fernández (4/9) Zvereva (10/23) | G. Fernández (5/9) Zvereva (11/23) | McGrath (1/2) Sánchez Vi. (6/16)   | Bollegraf (2/5) Navratilova (5/9)     | G. Fernández (6/9) Zvereva (12/23)  |                                     |                                   |
| 1995                              | G. Fernández (7/9) Zvereva (13/23) | Novotná (6/14) Sánchez Vi. (7/16) | Arendt (1/4) Bollegraf (3/5)         | G. Fernández (8/9) Zvereva (14/23) | Coetzer (1/1) Gorrochategui (1/1)  | Sabatini (2/2) Schultz-McC. (1/2)  | Arendt (2/4) Bollegraf (4/5)          | McNeil (3/3) Suková (4/5)           |                                     |                                   |
| Sæson                             | Tokyo                              | Indian Wells                      | Miami                                | Hilton Head                        | Rom                                | Berlin                             | Canada                                | Zürich                              |                                     |                                   |
| 1996                              | G. Fernández (9/9) Zvereva (15/23) | Rubin (1/1) Schultz-McC. (2/2)    | Novotná (7/14) Sánchez Vi. (8/16)    | Novotná (8/14) Sánchez Vi. (9/16)  | Sánchez Vi. (10/16) Spîrlea (1/1)  | McGrath (2/2) Neiland (9/10)       | Neiland (10/10) Sánchez Vi. (11/16)   | Hingis (1/26) Suková (5/5)          |                                     |                                   |
| Sæson                             | Tokyo                              | Indian Wells                      | Miami                                | Hilton Head                        | Rom                                | Berlin                             | Canada                                | Zürich                              | Moskva                              |                                   |
| 1997                              | Davenport (1/9) Zvereva (16/23)    | Davenport (2/9) Zvereva (17/23)   | Sánchez Vi. (12/16) Zvereva (18/23)  | M. Fernández (2/2) Hingis (2/26)   | Arendt (3/4) Bollegraf (5/5)       | Davenport (3/9) Novotná (9/14)     | Basuki (1/1) Vis (1/1)                | Hingis (3/26) Sánchez Vi. (13/16)   | Sánchez Vi. (14/16) Zvereva (19/23) |                                   |
| 1998                              | Hingis (4/26) Lučić (1/1)          | Davenport (4/9) Zvereva (20/23)   | Hingis (5/26) Novotná (10/14)        | Martínez (1/4) Tarabibi (1/1)      | Ruano Pas. (1/11) Suárez (1/9)     | Davenport (5/9) Zvereva (21/23)    | Hingis (6/26) Novotná (11/14)         | S. Williams (1/2) V. Williams (1/2) | Pierce (1/3) Zvereva (22/23)        |                                   |
| 1999                              | Davenport (6/9) Zvereva (23/23)    | Hingis (7/26) Kurnikova (1/4)     | Hingis (8/26) Novotná (12/14)        | Likhovtseva (1/4) Novotná (13/14)  | Hingis (9/26) Kurnikova (2/4)      | Fusai (1/1) Tauziat (1/3)          | Novotná (14/14) Pierce (2/3)          | Raymond (1/24) Stubbs (2/19)        | Raymond (2/24) Stubbs (3/19)        |                                   |
| Sæson                             | Tokyo                              | Indian Wells                      | Miami                                | Hilton Head                        | Berlin                             | Rom                                | Canada                                | Zürich                              | Moskva                              |                                   |
| 2000                              | Hingis (10/26) Pierce (3/3)        | Davenport (7/9) Morariu (1/1)     | Halard-Dec. (1/2) Sugiyama (1/9)     | Ruano Pas. (2/11) Suárez (2/9)     | Martínez (2/4) Sánchez Vi. (15/16) | Raymond (3/24) Stubbs (4/19)       | Hingis (11/26) Tauziat (2/3)          | Hingis (12/26) Kurnikova (3/4)      | Halard-Dec. (2/2) Sugiyama (2/9)    |                                   |
| Sæson                             | Tokyo                              | Indian Wells                      | Miami                                | Charleston                         | Berlin                             | Rom                                | Canada                                | Moskva                              | Zürich                              |                                   |
| 2001                              | Raymond (4/24) Stubbs (5/19)       | Arendt (4/4) Sugiyama (3/9)       | Sánchez Vi. (16/16) Tauziat (3/3)    | Raymond (5/24) Stubbs (6/19)       | Callens (1/1) Shaughnessy (1/5)    | Black (1/17) Likhovtseva (2/4)     | Po-Messerli (1/1) Pratt (1/1)         | Hingis (13/26) Kurnikova (4/4)      | Davenport (8/9) Raymond (6/24)      |                                   |
| 2002                              | Raymond (7/24) Stubbs (7/19)       | Raymond (8/24) Stubbs (8/19)      | Raymond (9/24) Stubbs (9/19)         | Raymond (10/24) Stubbs (10/19)     | Dementjeva (1/2) Husárová (1/3)    | Ruano Pas. (3/11) Suárez (3/9)     | Ruano Pas. (4/11) Suárez (4/9)        | Dementjeva (2/2) Husárová (2/3)     | Bovina (1/2) Henin (1/1)            |                                   |
| 2003                              | Bovina (2/2) Stubbs (11/19)        | Davenport (9/9) Raymond (11/24)   | Huber (1/14) Maleeva (1/1)           | Ruano Pas. (5/11) Suárez (5/9)     | Ruano Pas. (6/11) Suárez (6/9)     | Kuznetsova (1/4) Navratilova (6/9) | Kuznetsova (2/4) Navratilova (7/9)    | Petrova (1/9) Shaughnessy (2/5)     | Clijsters (1/1) Sugiyama (4/9)      |                                   |
| Sæson                             | Tokyo                              | Indian Wells                      | Miami                                | Charleston                         | Berlin                             | Rom                                | San Diego                             | Canada                              | Moskva                              | Zürich                            |
| 2004                              | Black (2/17) Stubbs (12/19)        | Ruano Pas. (7/11) Suárez (7/9)    | Petrova (2/9) Shaughnessy (3/5)      | Ruano Pas. (8/11) Suárez (8/9)     | Petrova (3/9) Shaughnessy (4/5)    | Petrova (4/9) Shaughnessy (5/5)    | Black (3/17) Stubbs (13/19)           | Asagoe (1/1) Sugiyama (5/9)         | Myskina (1/1) Zvonarjova (1/4)      | Black (4/17) Stubbs (14/19)       |
| 2005                              | Husárová (3/3) Likhovtseva (3/4)   | Ruano Pas. (9/11) Suárez (9/9)    | Kuznetsova (3/4) Molik (1/1)         | Martínez (3/4) Ruano Pas. (10/11)  | Likhovtseva (4/4) Zvonarjova (2/4) | Black (5/17) Huber (2/14)          | Martínez (4/4) Ruano Pas. (11/11)     | Grönefeld (1/1) Navratilova (8/9)   | Raymond (12/24) Stosur (1/10)       | Black (6/17) Stubbs (15/19)       |
| 2006                              | Raymond (13/24) Stosur (2/10)      | Raymond (14/24) Stosur (3/10)     | Raymond (15/24) Stosur (4/10)        | Raymond (16/24) Stosur (5/10)      | Yan (1/2) Zheng (1/3)              | Hantuchová (1/2) Sugiyama (6/9)    | Black (7/17) Stubbs (16/19)           | Navratilova (9/9) Petrova (5/9)     | Peschke (1/7) Schiavone (1/2)       | Black (8/17) Stubbs (17/19)       |
| 2007                              | Raymond (17/24) Stosur (6/10)      | Raymond (18/24) Stosur (7/10)     | Raymond (19/24) Stosur (8/10)        | Yan (2/2) Zheng (2/3)              | Raymond (20/24) Stosur (9/10)      | Dechy (1/1) Santangelo (1/1)       | Black (9/17) Huber (3/14)             | Srebotnik (1/9) Sugiyama (7/9)      | Black (10/17) Huber (4/14)          | Peschke (2/7) Stubbs (18/19)      |
| Sæson                             | Doha                               | Indian Wells                      | Miami                                | Charleston                         | Berlin                             | Rom                                | Canada                                | Tokyo                               | Moskva                              |                                   |
| 2008                              | Peschke (3/7) Stubbs (19/19)       | Safina (1/1) Vesnina (1/8)        | Srebotnik (2/9) Sugiyama (8/9)       | Srebotnik (3/9) Sugiyama (9/9)     | Black (11/17) Huber (5/14)         | Chan Y.-J. (1/9) Chuang (1/2)      | Black (12/17) Huber (6/14)            | King (1/2) Petrova (6/9)            | Petrova (7/9) Srebotnik (4/9)       |                                   |

### WTA Premier Mandatory / Premier 5 (2009-2020)
| Vindere af WTA Premier Mandatory- og Premier 5-turneringer | Vindere af WTA Premier Mandatory- og Premier 5-turneringer | Vindere af WTA Premier Mandatory- og Premier 5-turneringer | Vindere af WTA Premier Mandatory- og Premier 5-turneringer | Vindere af WTA Premier Mandatory- og Premier 5-turneringer | Vindere af WTA Premier Mandatory- og Premier 5-turneringer | Vindere af WTA Premier Mandatory- og Premier 5-turneringer | Vindere af WTA Premier Mandatory- og Premier 5-turneringer | Vindere af WTA Premier Mandatory- og Premier 5-turneringer | Vindere af WTA Premier Mandatory- og Premier 5-turneringer |
| Sæson                                                      | Dubai                                                      | Indian Wells                                               | Miami                                                      | Rom                                                        | Madrid                                                     | Canada                                                     | Cincinnati                                                 | Tokyo                                                      | Beijing                                                    |
| ---------------------------------------------------------- | ---------------------------------------------------------- | ---------------------------------------------------------- | ---------------------------------------------------------- | ---------------------------------------------------------- | ---------------------------------------------------------- | ---------------------------------------------------------- | ---------------------------------------------------------- | ---------------------------------------------------------- | ---------------------------------------------------------- |
| 2009                                                       | Black (13/17) Huber (7/14)                                 | Azarenka (1/5) Zvonarjova (3/4)                            | Kuznetsova (4/4) Mauresmo (1/1)                            | Hsieh (1/13) Peng (1/8)                                    | Black (14/17) Huber (8/14)                                 | Black (15/17) Huber (9/14)                                 | Llagostera Vives (1/2) Martínez Sánch. (1/3)               | Klejbanova (1/1) Schiavone (2/2)                           | Hsieh (2/13) Peng (2/8)                                    |
| 2010                                                       | Llagostera Vives (2/2) Martínez Sánch. (2/3)               | Peschke (4/7) Srebotnik (5/9)                              | Dulko (1/3) Pennetta (1/4)                                 | Dulko (2/3) Pennetta (2/4)                                 | S. Williams (2/2) V. Williams (2/2)                        | Azarenka (2/5) Kirilenko (1/3)                             | Dulko (3/3) Pennetta (3/4)                                 | Benešová (1/1) Záhlavová-Strýc. (1/8)                      | Chuang (2/2) Gorvortsova (1/1)                             |
| 2011                                                       | Huber (10/14) Martínez Sánch. (3/3)                        | Mirza (1/9) Vesnina (2/8)                                  | Hantuchová (2/2) Radwańska (1/1)                           | Azarenka (3/5) Kirilenko (2/3)                             | Peng (3/8) Zheng (3/3)                                     | Huber (11/14) Raymond (21/24)                              | King (2/2) Sjvedova (1/2)                                  | Huber (12/14) Raymond (22/24)                              | Peschke (5/7) Srebotnik (6/9)                              |
| Sæson                                                      | Doha                                                       | Indian Wells                                               | Miami                                                      | Rom                                                        | Madrid                                                     | Canada                                                     | Cincinnati                                                 | Tokyo                                                      | Beijing                                                    |
| 2012                                                       | Huber (13/14) Raymond (23/24)                              | Huber (14/14) Raymond (24/24)                              | Kirilenko (3/3) Petrova (8/9)                              | Errani (1/9) Vinci (1/5)                                   | Errani (2/9) Vinci (2/5)                                   | Jans-Ignacik (1/1) Mladenovic (1/4)                        | Hlaváčková (1/3) Hradecká (1/3)                            | Kops-Jones (1/2) Spears (1/2)                              | Makarova (1/7) Vesnina (3/8)                               |
| 2013                                                       | Errani (3/9) Vinci (3/5)                                   | Makarova (2/7) Vesnina (4/8)                               | Petrova (9/9) Srebotnik (7/9)                              | Pavljutjenkova (1/2) Šafářová (1/5)                        | Hsieh (3/13) Peng (4/8)                                    | Janković (1/1) Srebotnik (8/9)                             | Hsieh (4/13) Peng (5/8)                                    | Black (16/17) Mirza (2/9)                                  | Black (17/17) Mirza (3/9)                                  |
| Sæson                                                      | Doha / Dubai                                               | Indian Wells                                               | Miami                                                      | Rom                                                        | Madrid                                                     | Canada                                                     | Cincinnati                                                 | Wuhan                                                      | Beijing                                                    |
| 2014                                                       | Hsieh (5/13) Peng (6/8)                                    | Hsieh (6/13) Peng (7/8)                                    | Hingis (14/26) Lisicki (1/1)                               | Errani (4/9) Vinci (4/5)                                   | Peschke (6/7) Srebotnik (9/9)                              | Errani (5/9) Vinci (5/5)                                   | Kops-Jones (2/2) Spears (2/2)                              | Hingis (15/26) Pennetta (4/4)                              | Hlaváčková (2/3) Peng (8/8)                                |
| 2015                                                       | Babos (1/2) Mladenovic (2/4)                               | Hingis (16/26) Mirza (4/9)                                 | Hingis (17/26) Mirza (5/9)                                 | Dellacqua (1/1) Sjvedova (2/2)                             | Babos (2/2) Mladenovic (3/4)                               | Mattek-Sands (1/7) Šafářová (2/5)                          | Chan H.-C. (1/2) Chan Y.-J. (2/9)                          | Hingis (18/26) Mirza (6/9)                                 | Hingis (19/26) Mirza (7/9)                                 |
| 2016                                                       | Chan H.-C. (2/2) Chan Y.-J. (3/9)                          | Mattek-Sands (2/7) Vandeweghe (1/2)                        | Mattek-Sands (3/7) Šafářová (3/5)                          | Garcia (1/1) Mladenovic (4/4)                              | Hingis (20/26) Mirza (8/9)                                 | Makarova (3/7) Vesnina (5/8)                               | Mirza (9/9) Strýcová (2/8)                                 | Mattek-Sands (4/7) Šafářová (4/5)                          | Mattek-Sands (5/7) Šafářová (5/5)                          |
| 2017                                                       | Makarova (4/7) Vesnina (6/8)                               | Chan Y.-J. (4/9) Hingis (21/26)                            | Dabrowski (1/5) Xu (1/2)                                   | Chan Y.-J. (5/9) Hingis (22/26)                            | Chan Y.-J. (6/9) Hingis (23/26)                            | Makarova (5/7) Vesnina (7/8)                               | Chan Y.-J. (7/9) Hingis (24/26)                            | Chan Y.-J. (8/9) Hingis (25/26)                            | Chan Y.-J. (9/9) Hingis (26/26)                            |
| 2018                                                       | Dabrowski (2/5) Ostapenko (1/2)                            | Hsieh (7/13) Strýcová (3/8)                                | Barty (1/4) Vandeweghe (2/2)                               | Makarova (6/7) Vesnina (8/8)                               | Barty (2/4) Schuurs (1/6)                                  | Barty (3/4) Schuurs (2/6)                                  | Hradecká (2/3) Makarova (7/7)                              | Mertens (1/7) Schuurs (3/6)                                | Sestini Hlaváčk. (3/3) Strýcová (4/8)                      |
| 2019                                                       | Hsieh (8/13) Strýcová (5/8)                                | Mertens (2/7) Sabalenka (1/2)                              | Mertens (3/7) Sabalenka (2/2)                              | Hsieh (9/13) Strýcová (6/8)                                | Azarenka (4/5) Barty (4/4)                                 | Krejčíková (1/3) Siniaková (1/5)                           | Hradecká (3/3) Klepač (1/1)                                | Duan (1/1) Kudermetova (1/3)                               | Kenin (1/2) Mattek-Sands (6/7)                             |
| 2020                                                       | Hsieh (10/13) Strýcová (7/8)                               | Aflyst pga. COVID-19-pandemien                             | Aflyst pga. COVID-19-pandemien                             | Aflyst pga. COVID-19-pandemien                             | Aflyst pga. COVID-19-pandemien                             | Peschke (7/7) Schuurs (4/6)                                | Hsieh (11/13) Strýcová (8/8)                               | Aflyst pga. COVID-19-pandemien                             | Aflyst pga. COVID-19-pandemien                             |

### WTA 1000 (fra 2021)
| Vindere af WTA 1000-turneringer | Vindere af WTA 1000-turneringer | Vindere af WTA 1000-turneringer   | Vindere af WTA 1000-turneringer  | Vindere af WTA 1000-turneringer  | Vindere af WTA 1000-turneringer  | Vindere af WTA 1000-turneringer        | Vindere af WTA 1000-turneringer | Vindere af WTA 1000-turneringer | Vindere af WTA 1000-turneringer | Vindere af WTA 1000-turneringer    |
| Sæson                           |                                 | Dubai                             | Miami                            | Madrid                           | Rom                              | Canada                                 | Cincinnati                      | Wuhan                           | Beijing                         | Indian Wells                       |
| ------------------------------- | ------------------------------- | --------------------------------- | -------------------------------- | -------------------------------- | -------------------------------- | -------------------------------------- | ------------------------------- | ------------------------------- | ------------------------------- | ---------------------------------- |
| 2021                            |                                 | Guarachi (1/1) Jurak (1/1)        | Aoyama (1/2) Shibahara (1/2)     | Krejčíková (2/3) Siniaková (2/5) | Fichman (1/1) Olmos (1/2)        | Dabrowski (3/5) Stefani (1/3)          | Stosur (10/10) Zhang (1/1)      | Aflyst pga. COVID-19-pandemien  | Aflyst pga. COVID-19-pandemien  | Hsieh (12/13) Mertens (4/7)        |
| Sæson                           | Doha                            |                                   | Indian Wells                     | Miami                            | Madrid                           | Rom                                    | Canada                          | Cincinnati                      | Guadalajara                     |                                    |
| 2022                            | Gauff (1/3) Pegula (1/3)        |                                   | Xu (2/2) Yang (1/1)              | Siegemund (1/1) Zvonarjova (4/4) | Dabrowski (4/5) Olmos (2/2)      | Kudermetova (2/3) Pavljutjenkova (2/2) | Gauff (2/3) Pegula (2/3)        | Kitjenok (1/1) Ostapenko (2/2)  | Sanders (1/4) Stefani (2/3)     |                                    |
| Sæson                           |                                 | Dubai                             | Indian Wells                     | Miami                            | Madrid                           | Rom                                    | Canada                          | Cincinnati                      | Guadalajara                     | Beijing                            |
| 2023                            |                                 | Kudermetova (3/3) Samsonova (1/1) | Krejčíková (3/3) Siniaková (3/5) | Gauff (3/3) Pegula (3/3)         | Azarenka (5/5) Haddad Maia (1/1) | Hunter (2/4) Mertens (5/7)             | Aoyama (2/2) Shibahara (2/2)    | Parks (1/1) Townsend (1/2)      | Hunter (3/4) Mertens (6/7)      | Bouzková (1/1) Sorribes Tor. (1/2) |
| Sæson                           | Doha                            | Dubai                             | Indian Wells                     | Miami                            | Madrid                           | Rom                                    | Canada                          | Cincinnati                      | Beijing                         | Wuhan                              |
| 2024                            | Schuurs (5/6) Stefani (3/3)     | Hunter (4/4) Siniaková (4/5)      | Hsieh (13/13) Mertens (7/7)      | Kenin (2/2) Mattek-Sands (7/7)   | Bucșa (1/1) Sorribes Tor. (2/2)  | Errani (6/9) Paolini (1/4)             | Dolehide (1/1) Krawczyk (1/1)   | Muhammad (1/2) Routliffe (1/2)  | Errani (7/9) Paolini (2/4)      | Danilina (1/1) Khromatjeva (1/1)   |
| 2025                            | Errani (8/9) Paolini (3/4)      | Siniaková (5/5) Townsend (2/2)    | Muhammad (2/2) Schuurs (6/6)     | Andrejeva (1/1) Sjnajder (1/1)   | Cîrstea (1/1) Kalinskaja (1/1)   | Errani (9/9) Paolini (4/4)             | Gauff (1/1) Kessler (1/1)       | Dabrowski (5/5) Routliffe (2/2) |                                 |                                    |

### Flest titler
Følgende spillere har gennem tiden vundet mindst otte doubleturneringer på WTA Tour i kategorierne WTA Tier I, WTA Premier Mandatory, WTA Premier 5 eller WTA 1000. Aktive spillere er markeret med fed skrift.
| Vindere af flest titler | Vindere af flest titler | Vindere af flest titler | Vindere af flest titler | Vindere af flest titler | Vindere af flest titler | Vindere af flest titler |
| Spiller                 | Antal titler            | Antal titler            | Antal titler            | Antal titler            | Vundne turneringer |                         |
| Spiller                 | Total                   | Tier I                  | Premier M/5             | WTA 1000                | Vundne turneringer |                         |
| ----------------------- | ----------------------- | ----------------------- | ----------------------- | ----------------------- | --- | ----------------------- |
| Martina Hingis          | 26                      | 13                      | 13                      | -                       | Miami (4), Indian Wells (3), Zürich (3), Wuhan (3), Tokyo (2), Rom (2), Madrid (2), Canada (2), Beijing (2), Hilton Head (1), Cincinnati (1), Moskva (1)        |                         |
| Lisa Raymond            | 24                      | 20                      | 4                       | -                       | Tokyo (5), Indian Wells (5), Miami (3), Charleston (3), Zürich (2), Moskva (2), Doha (1), Berlin (1), Rom (1), Canada (1)                                       |                         |
| Natasja Zvereva         | 23                      | 23                      | -                       | -                       | Tokyo (4), Berlin (4), Hilton Head (3), Boca Raton (2), Indian Wells (2), Miami (2), Internazionali d'Italia (2), Kremlin Cup (2), Canada (1), Philadelphia (1) |                         |
| Rennae Stubbs           | 19                      | 19                      | -                       | -                       | Zürich (5), Tokyo (4), Charleston (2), San Diego (2), Doha (1), Indian Wells (1), Miami (1), Rom (1), Canada (1), Moskva (1)                                    |                         |
| Cara Black              | 17                      | 12                      | 5                       | -                       | San Diego (3), Zürich (3), Tokyo (2), Rom (2), Canada (2), Dubai (1), Berlin (1), Madrid (1), Beijing (1), Moskva (1)                                           |                         |
| Arantxa Sánchez Vicario | 16                      | 16                      | -                       | -                       | Miami (5), Hilton Head (4), Rom (2), Canada (2), Berlin (1), Zürich (1), Moskva (1)                                                                             |                         |
| Jana Novotná            | 14                      | 14                      | -                       | -                       | Miami (6), Canada (3), Hilton Head (2), Berlin (2), Rom (1) |                         |
| Liezel Huber            | 14                      | 6                       | 8                       | -                       | Canada (3), Dubai (2), Doha (1), Indian Wells (1), Miami (1), Berlin (1), Rom (1), Madrid (1), San Diego (1), Tokyo (1), Moskva (1)                             |                         |
| Hsieh Su-Wei            | 13                      | -                       | 11                      | 2                       | Indian Wells (4), Doha (2), Rom (2), Cincinnati (2), Dubai (1), Madrid (1), Beijing (1)                                                                         |                         |
| Virginia Ruano Pascual  | 11                      | 11                      | -                       | -                       | Charleston (4), Indian Wells (2), Rom (2), Berlin (1), San Diego (1), Canada (1)                                                                                |                         |
| Larisa Neiland          | 10                      | 10                      | -                       | -                       | Berlin (3), Canada (3), Boca Raton (2), Miami (2) |                         |
| Samantha Stosur         | 10                      | 9                       | -                       | 1                       | Tokyo (2), Indian Wells (2), Miami (2), Charleston (1), Berlin (1), Cincinnati (1), Moskva (1)                                                                  |                         |
| Gigi Fernández          | 9                       | 9                       | -                       | -                       | Tokyo (2), Rom (2), Berlin (2), Miami (1), Hilton Head (1), Philadelphia (1)                                                                                    |                         |
| Lindsay Davenport       | 9                       | 9                       | -                       | -                       | Indian Wells (4), Tokyo (2), Berlin (2), Zürich (1) |                         |
| Paola Suárez            | 9                       | 9                       | -                       | -                       | Charleston (3), Indian Wells (2), Rom (2), Berlin (1), Canada (1)                                                                                               |                         |
| Martina Navratilova     | 9                       | 9                       | -                       | -                       | Canada (3), Zürich (2), Chicago (1), Tokyo (1), Hilton Head (1), Rom (1)                                                                                        |                         |
| Ai Sugiyama             | 9                       | 9                       | -                       | -                       | Miami (2), Canada (2), Indian Wells (1), Charleston (1), Rom (1), Moskva (1), Zürich (1)                                                                        |                         |
| Sara Errani             | 9                       | -                       | 5                       | 4                       | Rom (4), Doha (2), Madrid (1), Canada (1), Beijing (1) |                         |
| Peng Shuai              | 8                       | -                       | 8                       | -                       | Madrid (2), Beijing (2), Doha (1), Indian Wells (1), Rom (1), Cincinnati (1)                                                                                    |                         |
| Jelena Vesnina          | 8                       | 1                       | 7                       | -                       | Indian Wells (3), Canada (2), Dubai (1), Rom (1), Beijing (1)                                                                                                   |                         |
| Barbora Strýcová        | 8                       | -                       | 8                       | -                       | Cincinnati (2), Doha (1), Dubai (1), Indian Wells (1), Rom (1), Tokyo (1), Beijing (1)                                                                          |                         |